# Cap de Vaquèira
El Cap de Vaquèira es una montaña de los Pirineos de 2491 metros, situada en el límite de las comarcas del Valle de Arán y el Pallars Sobirá, las dos en la provincia de Lérida (España). 
El Cap de Vaquèira es uno de los puntos más elevados de la estación de esquí de Baqueira-Beret. Desde el mismo se dispone de una panorámica del Valle de Arán y del macizo de la Maladeta en el que destacan los picos del Aneto y la Maladeta.